# Barok sycylijski

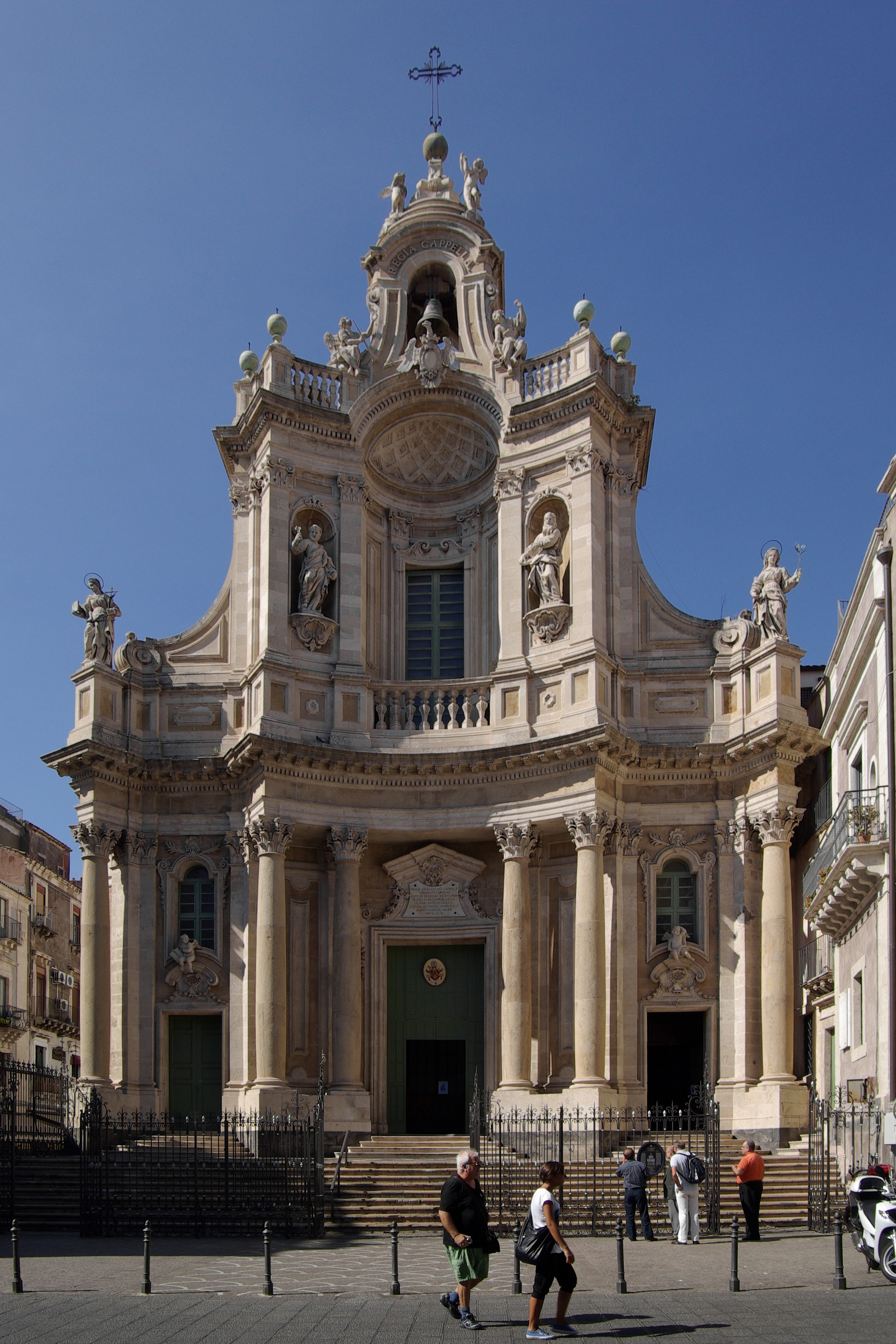
Ilustracja nr 1
Barokowa bazylika Maria Santissima dell'Elemosina przy Via Etnea w Katanii
wzniesiona około 1768 roku przez Stefana Ittara

Barok sycylijski – specyficzna odmiana architektury barokowej spotykana na Sycylii w XVII i XVIII wieku. Styl ten z jednej strony ma cechy charakterystyczne baroku, takie jak przesyt krzywizn i ornamentów, z drugiej strony wyróżnia się na tle ówczesnej architektury europejskiej wykorzystaniem masek czy uśmiechniętych aniołków (puttów) i generalnie dynamizmem niespotykanym nigdzie indziej. Do niedawna był mało zbadany, mało uznany i rzadko doceniany, mimo badań, prowadzonych przez Anthony’ego Blunta w latach 60. XX wieku Ten typ baroku nadaje architekturze Sycylii wyraźną własną charakterystykę.
Barok sycylijski powstał na skutek potężnego lokalnego trzęsienia ziemi w 1693 roku, które spowodowało konieczność odbudowy wielu budynków. Przed tą datą styl barokowy był niemal niezauważalny na wyspie i reprezentował w zasadzie styl mieszany i naiwny, który czerpał więcej z dziedzictwa architektonicznego wyspy, niż z dzieł wielkich architektów baroku rzymskiego. Trzęsienie ziemi dało młodym architektom sycylijskim, z których wielu wykształciło się w Rzymie, idealny teren do wzniesienia budynków w bardziej wyrafinowanym stylu barokowym, modnym we Włoszech kontynentalnych. Ich dzieła, pełne innowacji stylistycznych, inspirowały innych miejscowych architektów, którzy w końcu wypracowali wspólną metodę: od 1730 roku nowe budowle na Sycylii były nadzorowane przez rodowitych architektów, doskonale zorientowanych w baroku do tego stopnia, że wypracowali własną szczególną i ograniczoną terytorialnie interpretację tego stylu. Od lat 80. XVIII wieku barok sycylijski popadł w zapomnienie, wyparty przez nowy modny styl – neoklasycyzm.
Barok sycylijski, tak bogaty w ornamenty i dekoracje, wiernie odzwierciedla społeczną historię wyspy w tamtej epoce i symbolizuje schyłek całej kasty szlacheckich mecenasów sztuki, którzy wówczas tracili znaczenie. Zjawisko schyłkowego baroku sycylijskiego trwało zaledwie pół wieku, lecz dało architekturze wyspy własną tożsamość, trwającą do dzisiaj.

## Cechy charakterystyczne baroku sycylijskiego

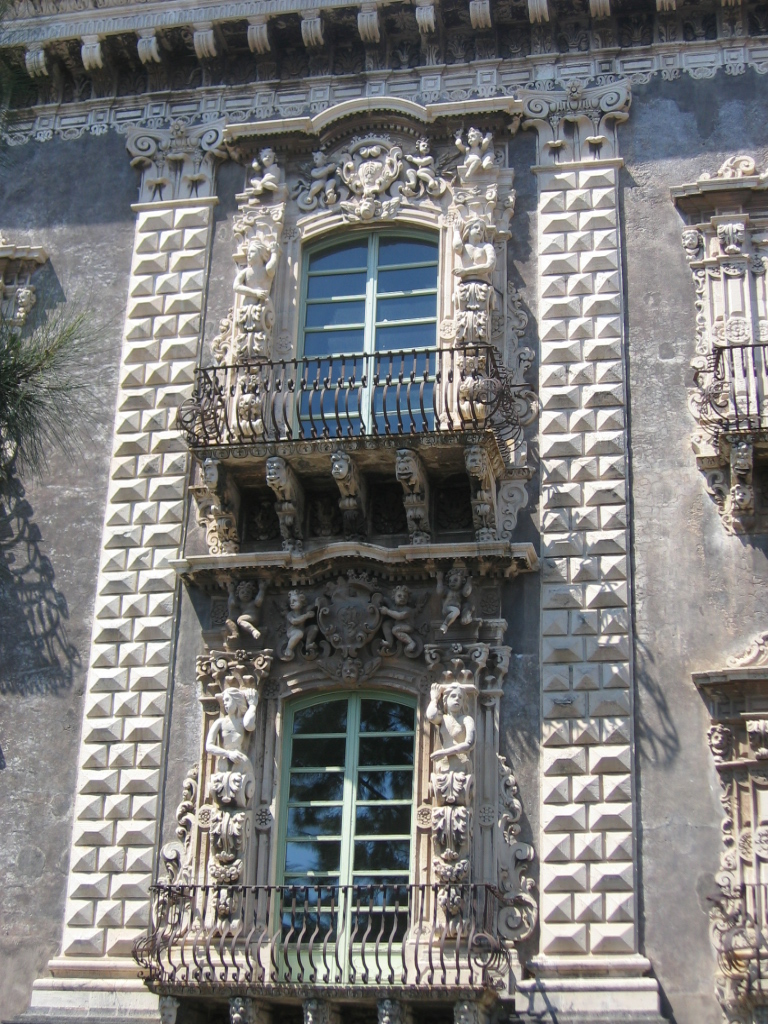
Ilustracja nr 2
Uniwersytet w Katanii, wzniesiony według planów G.B. Vaccariniego i ukończony w 1752, jest typowym przykładem baroku sycylijskiego;: putta zdobiące balkony, balustrady z kutego żelaza, rzeźbiona kamieniarka i wykorzystanie tufu wulkanicznego dla uzyskania odcieni czerni i szarości

Architektura baroku to styl europejski, który powstał we Włoszech w XVII wieku, charakteryzujący się przede wszystkim przepychem, teatralnością, bogactwem form rzeźbiarskich i częstym wykorzystywaniem efektu chiaroscuro między światłem i cieniem w budowli. Barok sycylijski reprezentuje dużo więcej, niż tylko zbiór dzieł barokowych, przypadkowo wzniesionych na Sycylii i określany jest jako styl niezależny. Np. cechą baroku jest wznoszenie w tym stylu budynków, zamówionych przez Kościół rzymskokatolicki lub pałaców (palazzi), czyli arystokratycznych prywatnych rezydencji mieszkalnych średniej wielkości. Pierwsze dzieła baroku na Sycylii były niezgrabne, o złych proporcjach i nie wytrzymywały porównania ze wspaniałymi przykładami z Rzymu, Florencji lub Neapolu. Jednak od połowy XVIII wieku barok sycylijski osiągnął pełną indywidualność i odtąd wyróżniał się w większości przypadków dwoma lub trzema następującymi cechami:
1. Maski i putta, często nacechowane groteską, podtrzymują balkony lub dekorują fasadę budynku. Te uśmiechnięte i bardzo widoczne twarze są reliktem architektury manieryzmu. (ilustracje nr 2 i 8).
2. Balkony, począwszy od 1633, są często otoczone balustradą z kutego żelaza o skomplikowanym wzorze (ilustracja nr 2), w przeciwieństwie do wcześniejszego okresu, kiedy balustrady miały bardziej prostą konstrukcję (ilustracja nr 6).
3. Schody zewnętrzne są dość częstym elementem w willach i palazzi. Większość tych rezydencji ma wejście paradne, przeznaczone początkowo dla wjazdu karocy, które składa się z łuku przebitego w fasadzie, przylegającej do ulicy, prowadzącego na dziedziniec wewnętrzny. To przeważnie z tego miejsca wznoszą się, aż do sal przyjęć na pierwszym piętrze, podwójne schody o wyszukanej strukturze: symetryczne płaszczyzny schodów mogą zmieniać kierunek aż czterokrotnie. Dojście do kościołów ma często formę długich i prostych schodów, przypominających te na Piazza di Spagna w Rzymie (ilustracja nr 23).
4. Fasady, zarówno w kościołach, jak w palazzi, były często wklęsło lub wypukło wygięte (ilustracje nr 1 i 6). Niekiedy wgłębienie utworzone przez wygięcie fasady służyło do wstawienia tam schodów zewnętrznych.Ilustracja nr 3
Dzwonnica wieńcząca kościół San Giuseppe w Ragusie, wzniesiony przez Rosaria Gagliardiego.

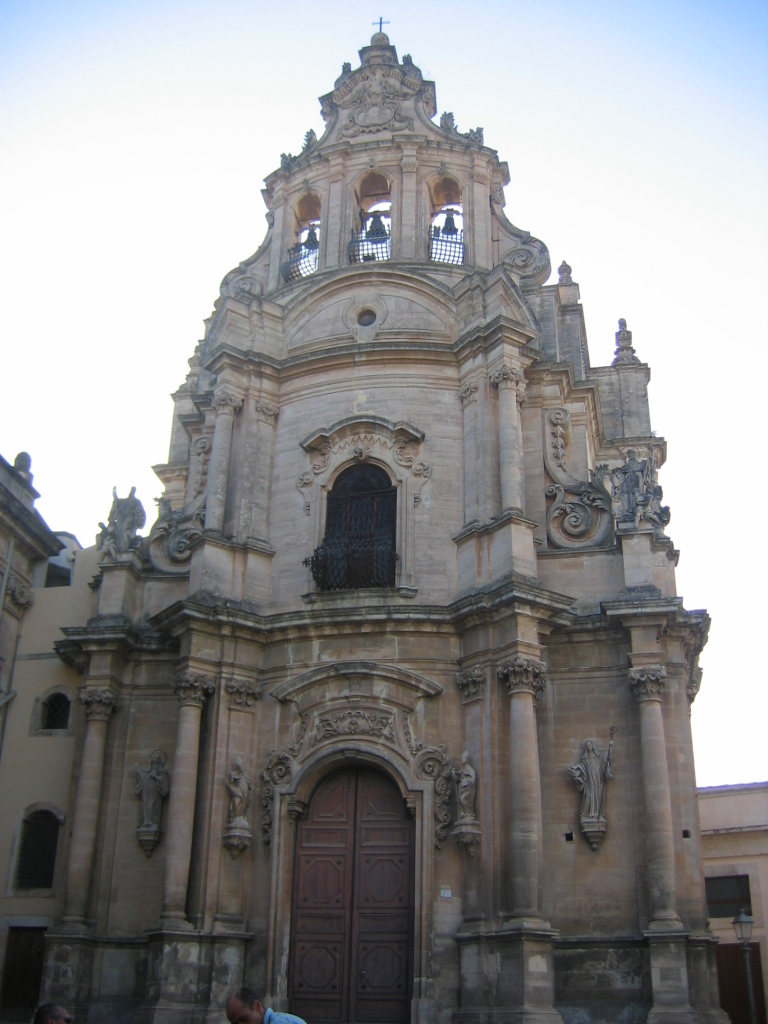
Ilustracja nr 3
Dzwonnica wieńcząca kościół San Giuseppe w Ragusie, wzniesiony przez Rosaria Gagliardiego.

5. Dzwonnica na Sycylii nie miała formy campanilli, oddzielonej od kościoła, tak jak to często ma miejsce we Włoszech kontynentalnych, lecz była umieszczana nad fasadą budynku kultowego, przeważnie ponad frontonem centralnym. Dzwonnica zawiera jeden lub wiele dzwonów, każdy zawieszony pod własnym łukiem (patrz obok). Gdy kościół ma szczególne znaczenie i gdy ma wiele dzwonów, wówczas górna część fasady przybiera formę arkady bogato rzeźbionej i dekorowanej, tak jak w Collegiata w Katanii (ilustracja nr 1). Dzwonnica stanowi jeden z elementów najbardziej typowych i częstych w baroku sycylijskim.
6. Wnętrze kościołów zdobi wielka ilość kolorowych marmurów, wprawionych w podłogi i ściany. (ilustracja nr 17).
7. Kolumny, szczególnie na początku, rzadko są zgrupowane, lecz raczej występują osobno. Zresztą, nawet jeśli są często zdobione złoceniami, to na ogół wspierają tylko łuki o prostych formach, co zdradza wciąż silny wpływ epoki normandzkiej, znacznie mniej wyszukanej. (ilustracja nr 4).
8. Kamieniarka jest starannie rzeźbiona i zdobiona. Od końca XVI wieku architekci sycylijscy zdobili kamień wzorem, przedstawiającym liście, łuski ryb lub nawet muszle. Te ostatnie stały się następnie dominującym motywem stylu barokowego. Niekiedy zdobienie kamieniarki było wykonywane raczej na pilastrach, niż na ścianach (ilustracja nr 2), a przyczyną tego był zamiar wywołania zaskoczenia, przez działanie sprzeczne z oczekiwanym.
9. Liczne budowle baroku sycylijskiego były wznoszone z miejscowych skał wulkanicznych, ponieważ były łatwo dostępne. Ich odcienie czerni i szarości są często wykorzystywane, aby tworzyć efekt światłocienia, podkreślając w ten sposób preferencję baroku dla światła i cienia.Ilustracja nr 4
Przykład wczesnego baroku sycylijskiego: katedra św. Jana Chrzciciela w Ragusie (1694 – 1735).

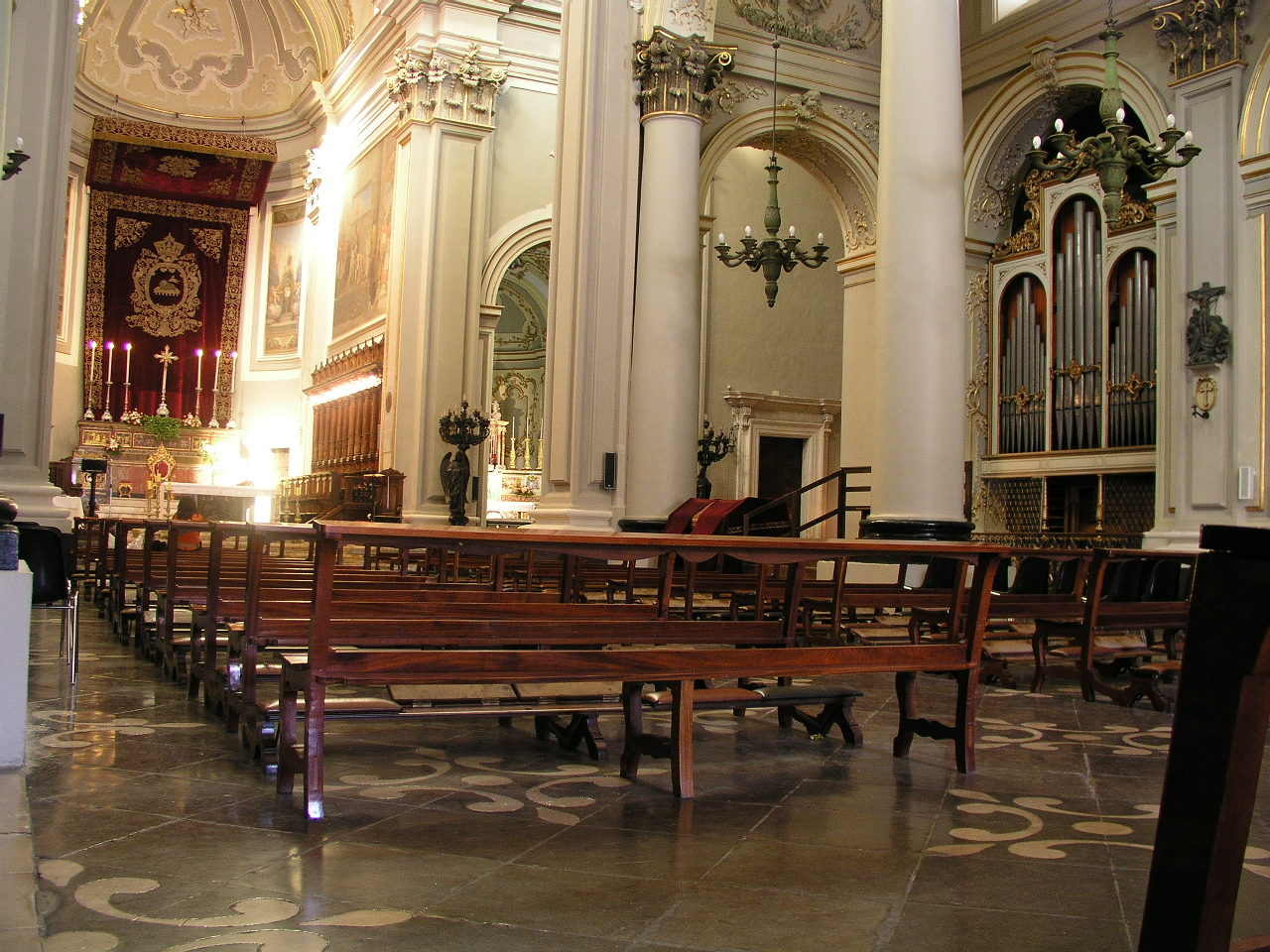
Ilustracja nr 4
Przykład wczesnego baroku sycylijskiego: katedra św. Jana Chrzciciela w Ragusie (1694 – 1735).

10. Wpływ architektury Hiszpanii, wówczas władającej wyspą, jest często widoczny (ilustracja nr 15), chociaż mniej wyraźnie, niż wpływ gotyku normandzkiego. Styl hiszpański jest szczególnie widoczny na wschodzie Sycylii : np. monumentalna Porta Grazia w Messynie (1680), mogłaby znajdować się w innych miastach i cytadelach hiszpańskiego imperium kolonialnego. Ten model bramy miejskiej w formie łuku był wielokrotnie powielany w Katanii po trzęsieniu ziemi.

Podsumowując, barok sycylijski nie może jednak być definiowany przez obecność jednego lub wielu elementów, wymienionych powyżej, ponieważ żaden z nich nie jest charakterystyczny tylko dla architektury sycylijskiej. Pełna i wyczerpująca ocena baroku sycylijskiego wymaga z pewnością rozpoznania niektórych cech charakterystycznych, lecz również wymaga oceny całości budowli i jej ducha, aby określić, czy krzywizny, rzeźby i dekoracje wykazują rzeczywiście tę płynność tak charakterystyczną dla sycylijskiego stylu życia.

## Narodziny baroku sycylijskiego

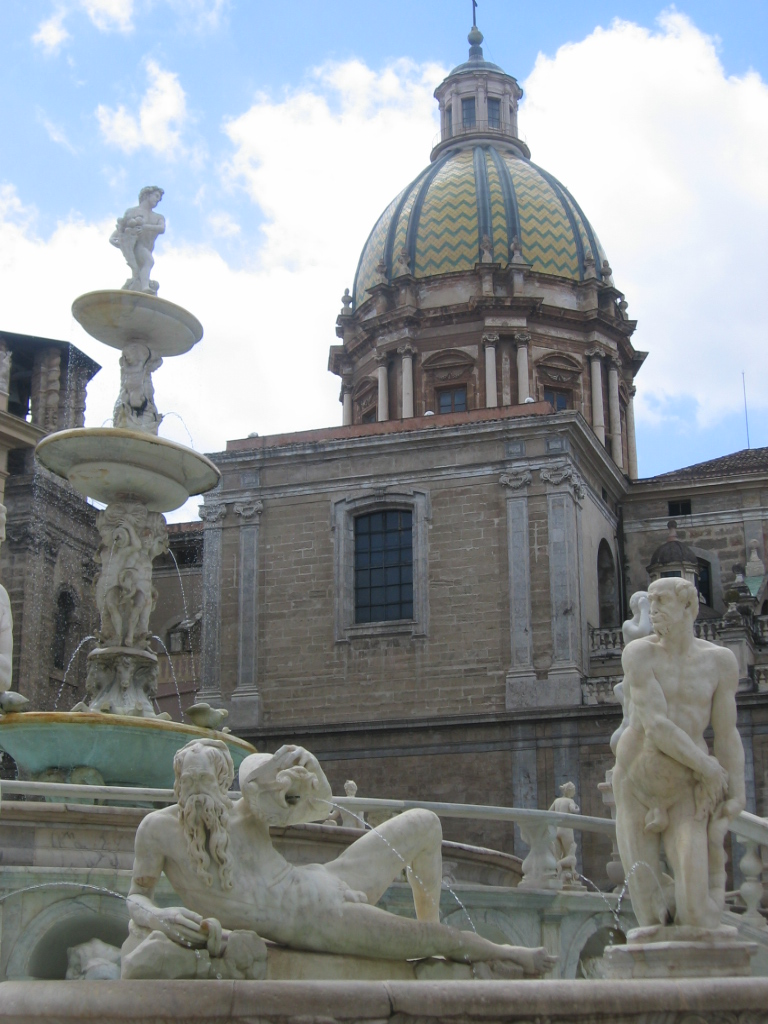
Ilustracja nr 5
Piazza Pretoria w Palermo. Fontanna (z około 1554 roku), dzieło Francesco Camilliani, jest jedynym przykładem sztuki Cinquecento w mieście. Dominuje nad nią kościół św. Katarzyny (z około 1556 roku) i jego kopuła barokowa z późniejszego okresu.

Sycylia, niewielka wyspa wulkaniczna w środkowej części Morza Śródziemnego, była kolonizowana przez starożytnych Greków, zarządzana silną ręką przez Rzymian, podporządkowana Cesarstwu Bizantyjskiemu, podbita przez ludy barbarzyńskie, przekształcona w emirat muzułmański, następnie w księstwo normandzkie i przekazana Hohenstaufom, potem rządzona przez Plantagenetów i w końcu przez Hiszpanię. Następnie wyspa przeszła po rządy Burbonów neapolitańskich, a ostatecznie została przyłączona do Królestwa Włoch w 1860 roku. Sycylijczycy asymilowali w ten sposób liczne kultury, co tłumaczy dużą różnorodność architektoniczną wyspy.
Innowacyjna forma architektury dekoracyjnej i klasycystycznej, charakterystyczna dla Sycylii, zaczęła pojawiać się w latach 30. XVI wieku Pod silnym wpływem zrujnowanych budowli greckich oraz wzniesionych na wyspie normandzkich katedr, ta nowa forma zaczęła przyswajać motywy architektoniczne, typowe dla sztuki starożytnej Grecji, takie jak klucz grecki. Wpływ sztuki normandzkiej odzwierciedlił się w zastosowaniu łuku i w ważnej funkcji okien.
Ta powstająca architektura jest pod wieloma względami wyjątkowa: przeciwnie, niż w Europie kontynentalnej, nie miała źródła w architekturze odrodzenia, lecz stanowiła w rzeczywistości rozwiniętą formę gotyku normandzkiego. Sztuka odrodzenia zaledwie zaznaczyła się na Sycylii, nawet w stołecznym mieście Palermo, jedynym dziełem z okresu Cinquecento jest fontanna, przywieziona z Florencji, gdzie zbudowano ją dwadzieścia lat wcześniej. (ilustracja nr 5)
Niepopularność stylu renesansowego na Sycylii nie wynikała w żadnym wypadku z ignorancji. Antonello Gagini był zaangażowany w budowę kościoła Santa Maria di Porto Salvo aż do swej śmierci w 1536. Został zastąpiony przez architekta Antonia Scaglione, który porzucił styl renesansowy i zakończył budowę w stylu normandzkim.

## Dziedzictwo

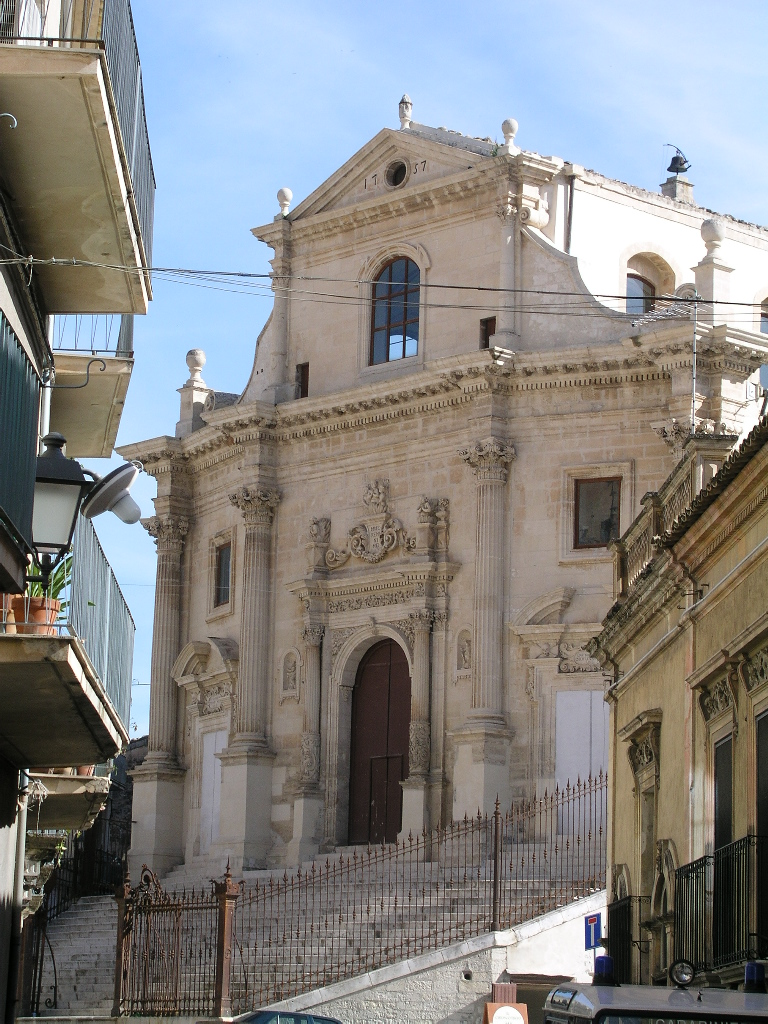
Ilustracja nr 6
Kościół Anime Del Paurgatorio w Ragusie, zbudowany w drugiej połowie XVIII wieku

Barok sycylijski jako styl architektoniczny jest dziś poznany całkowicie, głównie dzięki badaniom Anthony’ego Blunta, który jest jednym z nielicznych badaczy szczególnie zainteresowanych tym stylem.
Większość pałaców barokowych pozostawała w rękach prywatnych jeszcze w XIX wieku. Stan ten się zmieniał w miarę jak stara arystokracja żeniła się z burżuazją, popadając jednocześnie w długi. Tylko nieliczne familie utrzymały własność swoich rodowych siedzib do dzisiaj. Jeśli chodzi o barokowe kościoły, to dzięki pobożności Sycylijczyków wiele z nich jest czynnych do dzisiaj.
Degradacja i obecny straszny stan tak wielu palazzi nie mogą być po prostu atrybuowane brakiem opieki ze strony właścicieli tych obiektów, ale również brakiem woli politycznej Włoskiej Partii Socjalistycznej. Niektóre z najpiękniejszych willi lub najpiękniejszych pałaców, w tym także Pałacu księcia Lampedusy w Palermo są ciągle w ruinach od czasu bombardowań przez lotnictwo amerykańskie w 1943 roku. Często nic nie zostało zrobione, aby odrestaurować lub też nawet zachować to co po nich pozostało. Jeśli chodzi o budynki, które przetrwały II wojnę światową, często były one adaptowane na lokale biurowe lub mieszkalne, co implikuje ich rozczłonkowanie, podziały lub też sprzedaż wnętrz barokowych.
W przeciwieństwie do tego co można zobaczyć w Wielkiej Brytanii, ci nieliczni reprezentanci arystokracji sycylijskiej zamieszkujący wciąż w palazzi nie poszli drogą de-naturalizacji ich sadów poprzez umieszczanie tam np. dzikich zwierząt w celu przyciągnięcia zaciekawienia turystów. Ostatni książęta, markizowie czy hrabiowie z Sycylii preferują często żyć w oddaleniu, w otoczeniu piękna. Właściciele oraz władza publiczna zaczynają mimo wszystko chcieć zabezpieczyć zachowanie tego dziedzictwa historii Sycylii.
Sycylijskie pałace barokowe, korzystając z magnesu turystycznego wyspy, otwierają progresywnie swoje bramy na publiczność ciekawą i zamożną, dotychczas przede wszystkim Amerykanie lub Brytyjczycy raczej niż Włosi. Jeszcze kilka lat wcześniej, sala balowa pałacu Gangi była jedyna w regionie, która mogła się poszczycić faktem, że była miejscem kręcenia filmu, podczas gdy dziś duża liczba salonów i sal balowych zaczynają przyjmować różnego rodzaju wydarzenia prywatne lub publiczne.
Niektóre palazzi oferują nawet usługi typu « Bed and Breakfast » dla odwiedzających przejezdnie, nawiązując w ten sposób do wielkiej tradycji gościnności, dla której były one zaprojektowane.

## Główni architekci baroku sycylijskiego
- Antonello Gagini
- Rosario Gagliardi
- Andrea Giganti
- Camillo-Guarino Guarini
- Stefano Ittar
- Paolo Labisi
- Giulio Lasso
- Giuseppe Venanzio Marvuglia
- Tomasso Napoli
- Andrea Palma
- Vincenzo Sinatra
- Giovanni Battista Vaccarini